# Czechoslovakian International
Die Czechoslovakian International oder Internationalen Meisterschaften der ČSSR waren ein hochrangiges offenes Turnier im Badminton. Sie fanden von 1972 bis 1992 im jährlichen Rhythmus ununterbrochen statt. Badmintonspieler aus dem Ostblock hatten hier vor 1989 eine der wenigen Gelegenheiten, sich mit der europäischen Spitze zu messen. Bis Mitte der 80er Jahre fand das Turnier in der Spoje-Halle in Prag statt. Das Turnier ging 1993 nahtlos in die Czech International über.

## Die Sieger
| Saison | Herreneinzel           | Dameneinzel         | Herrendoppel                               | Damendoppel                          | Mixed                                  |
| ------ | ---------------------- | ------------------- | ------------------------------------------ | ------------------------------------ | -------------------------------------- |
| 1972   | Edgar Michalowski      | Monika Thiere       | Siegfried Betz Franz Beinvogl              | Monika Thiere Angela Michalowski     | Roland Riese Monika Thiere             |
| 1973   | Edgar Michalowski      | Monika Thiere       | Siegfried Betz Franz Beinvogl              | Monika Thiere Angela Michalowski     | Erfried Michalowsky Angela Michalowski |
| 1974   | Michael Schnaase       | Monika Cassens      | Siegfried Betz Franz Beinvogl              | Monika Cassens Astrit Schreiber      | Franz Beinvogl Anke Betz               |
| 1975   | Edgar Michalowski      | Monika Cassens      | Gerd Kattau Joachim Schulz                 | Monika Cassens Angela Michalowski    | Edgar Michalowski Monika Cassens       |
| 1976   | Michael Schnaase       | Inge Borgstrøm      | Wolfgang Bochow Roland Maywald             | Monika Cassens Angela Michalowski    | Wolfgang Bochow Marieluise Zizmann     |
| 1977   | Willy Nilsson          | Inge Borgstrøm      | Michael Wilks Peter Bullivant              | Monika Cassens Angela Michalowski    | Rob Ridder Marjan Ridder               |
| 1978   | Michael Schnaase       | Monika Cassens      | Eddy Sutton Alan Connor                    | Monika Cassens Angela Michalowski    | Karl-Heinz Zwiebler Eva-Maria Zwiebler |
| 1979   | Steen Fladberg         | Kirsten Larsen      | Steen Fladberg Jens Peter Nierhoff         | Sally Leadbeater Gillian Clark       | Kenneth Larsen Charlotte Pilgaard      |
| 1980   | Michael Kjeldsen       | Rikke von Sørensen  | Jan Hammergaard Hansen Jens Peter Nierhoff | Kathleen Redhead Gillian Clark       | Edgar Michalowski Monika Cassens       |
| 1981   | Ulf Johansson          | Diane Simpson       | Gerry Asquith Duncan Bridge                | Diane Simpson Catharine Troke        | Edgar Michalowski Monika Cassens       |
| 1982   | Steve Butler           | Catharine Troke     | Steve Butler Nigel Tier                    | Svetlana Belyasova Petra Michalowsky | Anatoliy Skripko Svetlana Belyasova    |
| 1983   | Michal Malý            | Monika Cassens      | Torben Kjær Stephen Lunde                  | Monika Cassens Petra Michalowsky     | Erfried Michalowsky Monika Cassens     |
| 1984   | Kim Brodersen          | Charlotte Hattens   | Kim Brodersen Claus Thomsen                | Tatyana Litvinenko Viktoria Pron     | Erfried Michalowsky Petra Michalowsky  |
| 1985   | Poul-Erik Høyer Larsen | Grete Mogensen      | Poul-Erik Høyer Larsen Peter Buch          | Grete Mogensen Hanne Adsbøl          | Peter Buch Hanne Adsbøl                |
| 1986   | Andrei Antropow        | Catharina Andersson | Michal Malý Karel Lakomý                   | Lilya Galjamova Jelena Rybkina       | Andrei Antropow Jelena Rybkina         |
| 1987   | Michal Malý            | Bożena Siemieniec   | Heinz Fischer Klaus Fischer                | Monika Cassens Petra Michalowsky     | Thomas Mundt Monika Cassens            |
| 1988   | Klaus Fischer          | Elena Rybkina       | Stephan Kuhl Robert Neumann                | Monika Cassens Petra Michalowsky     | Kai Abraham Petra Michalowsky          |
| 1989   | Tomasz Mendrek         | Viktoria Pron       | Harald Koch Heimo Götschl                  | Tatyana Litvinenko Viktoria Pron     | Thomas Mundt Petra Michalowsky         |
| 1990   | Thomas Stuer-Lauridsen | Camilla Martin      | Thomas Stuer-Lauridsen Christian Jakobsen  | Trine Johansson Marlene Thomsen      | Christian Jakobsen Marlene Thomsen     |
| 1991   | Robert Liljequist      | Irina Serova        | Markus Keck Michael Helber                 | Andrea Findhammer Anne-Katrin Seid   | Vladislav Druzchenko Marina Yakusheva  |
| 1992   | Tomasz Mendrek         | Irina Serova        | Steffan Pandya Anthony Bush                | Tanya Groves Joanne Davies           | Heinz Fischer Irina Serova             |